# 蒙特內哥羅的安娜公主
蒙特內哥羅的安娜，婚後稱巴騰堡的安娜（塞爾維亞語：Ана од Батенберга，1873年8月18日—1971年4月22日），蒙特內哥羅國王尼古拉一世的第六女。
1897年，安娜與巴騰堡的法蘭茲·約瑟夫結婚，兩人沒有子女。第一次世界大戰爆發後，兩人在黑森大公恩斯特·路德維希的建議下離開德國，最終定居瑞士。丈夫去世後，安娜仍繼續使用巴騰堡作為姓氏。
1971年，安娜於瑞士蒙特勒去世，享年97歲。